# マセラティ・ボーラ
ボーラ（Maserati Bora ）はイタリアのマセラティで開発、1971年から1978年まで生産された高級スポーツカー。
車名の「ボーラ」は、アルプス山脈からアドリア海へ吹き降ろす寒たい局地風を意味する。

## 概要
マセラティは1968年、当時親会社であったシトロエンからの提案を受け、ランボルギーニ・ミウラに端を発したスーパーカーの条件とも言える『ミッドシップ・2シーター・スーパーカー』というコンセプトを踏襲し、プロトタイプティーポ117（Tipo117 、後のボーラ）を制作。
1971年のジュネーヴ・モーターショーでボーラとして発表、マセラティ初のミッドシップ2シーターとなる。デザインはマセラティ・ギブリと同じくジョルジェット・ジウジアーロが担当。基本コンセプトはギブリと同じくウェッジシェイプであるが、エンジンがミッドマウントされたためノーズは縮められ、リアは若干高く、長く延ばされている。シルバーに輝くステンレス製ルーフパネル、高く迫り上がったリアエンド、リアクウォーターまで伸びる広く大きなリアグラスエリアが特徴。
モノコックシャシー、エンジンマウントには鋼管フレームを採用。ギブリから流用された4.7L V8 DOHCエンジンは最高出力310馬力/6,000rpm、最大トルク46.9kgm/4,200rpmを発生し、最高速度は280km/hを誇った。マセラティの市販車としては初の四輪独立懸架方式サスペンションが採用され、シトロエンから油圧ブレーキシステムの提供を受ける。
当時市販車でミッドシップレイアウトの製造、販売に成功していたのはマトラやロータスなど簡素な作りの小排気量スポーツカーのみで、一方イタリアン・スーパーカーは軒並みパワー志向に走っており、ライバルのフェラーリ、ランボルギーニは主力車種にV12エンジンを採用するという中で、マセラティのラグジュアリー・V8ミッドシップ・2シーターというGTコンセプトは希有な存在とも言える。
1973年、アメリカの排気ガス規制変更を受け、アメリカ市場向けに基準に満たない4.7Lエンジンを廃し4.9Lエンジンを搭載。排ガス基準を満たすために燃料コントロールされたエンジンは最高出力300馬力/6,000rpm、最大トルク46.9kgm/3,500rpmにパワーダウンしている。
1975年、マイナーチェンジを受け、4.9Lエンジンは最高出力320馬力/5,500rpm、最大トルク49.9kgm/4,000rpmにパワーアップされ、デザインに小変更がなされた。
1978年、生産終了。総生産台数530台。

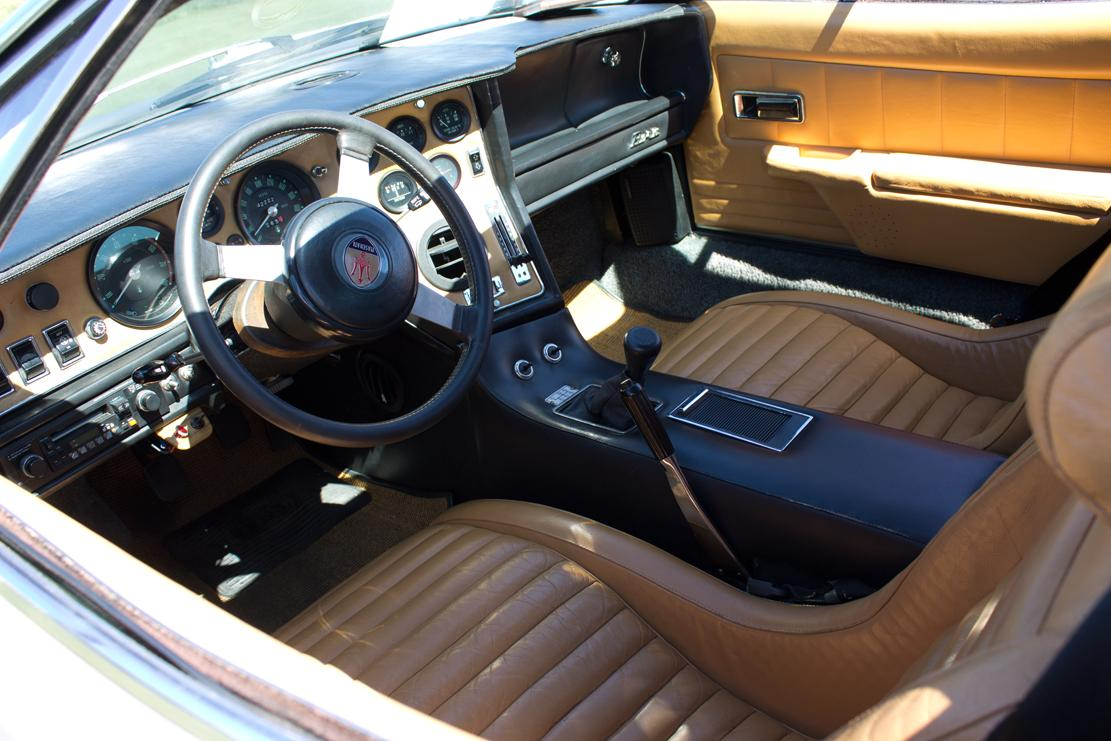
インテリア
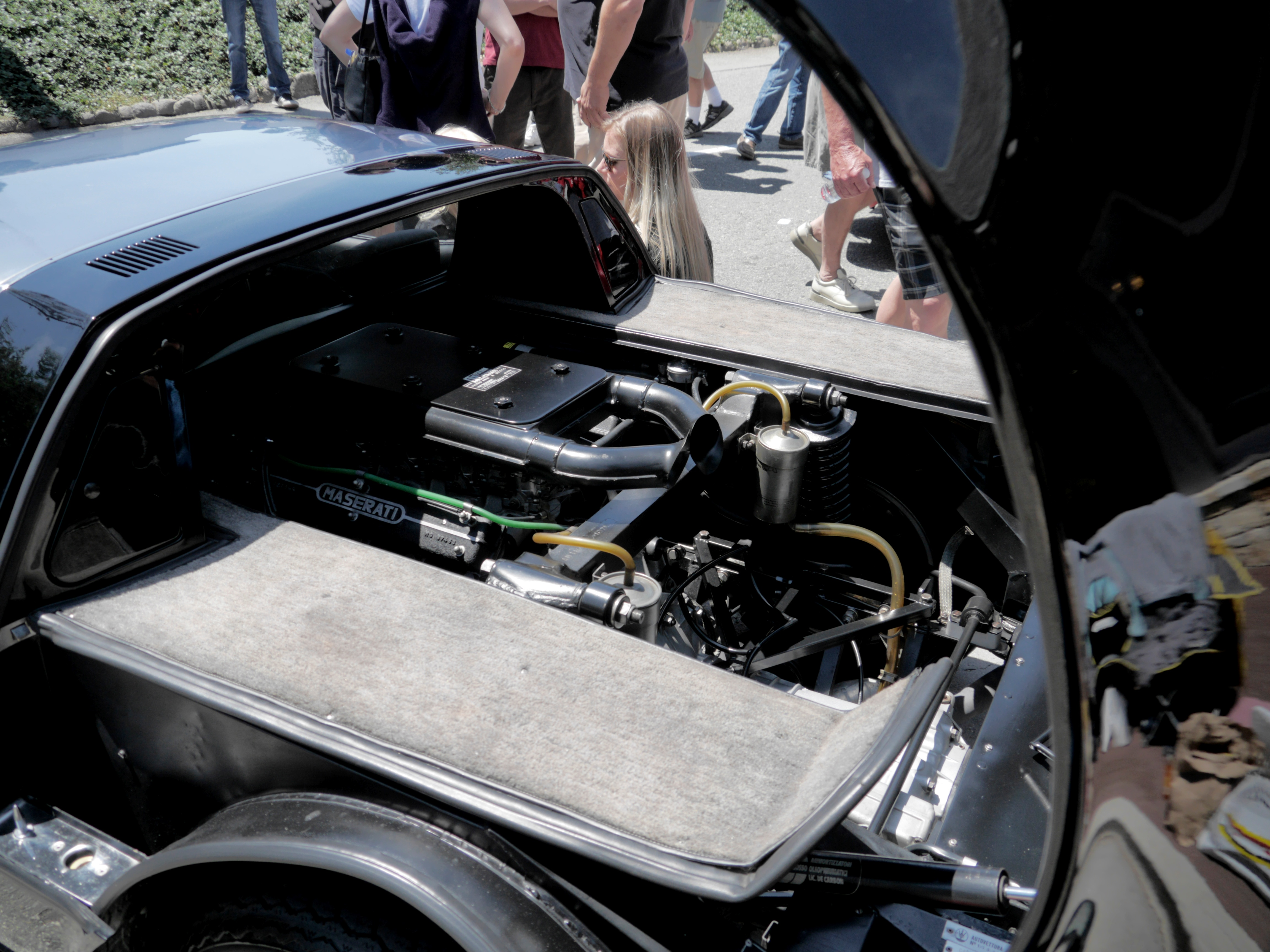
エンジン